# Ostatnia (Słoneczne Skały)
Ostatnia (również Ostatnia Skała) – ostaniec na wierzchowinie Wyżyny Olkuskiej. Znajduje się w grupie Słonecznych Skał na orograficznie prawym zboczu Doliny Szklarki, w obrębie miejscowości Jerzmanowice, w odległości około 2,2 km na południe od drogi krajowej nr 94 (odcinek z Olkusza do Krakowa). Cała grupa Słonecznych Skał znajduje się na terenie bezleśnym, wśród pól uprawnych i należy do tzw. Ostańców Jerzmanowickich. Wszystkie ostańce wchodzące w skład Słonecznych Skał są pomnikami przyrody.
Ostatnia wraz z turniczką o nazwie Dziewczynka wznosi się samotnie na północno-zachodnim krańcu grupy Słonecznych Skał, i podobnie jak wszystkie pozostałe ostańce w tej grupie jest zbudowana z wapieni. Na Ostatniej interesująca dla wspinaczy jest jej ściana południowo-wschodnia i południowa. Obydwie mają wysokość 15 m.

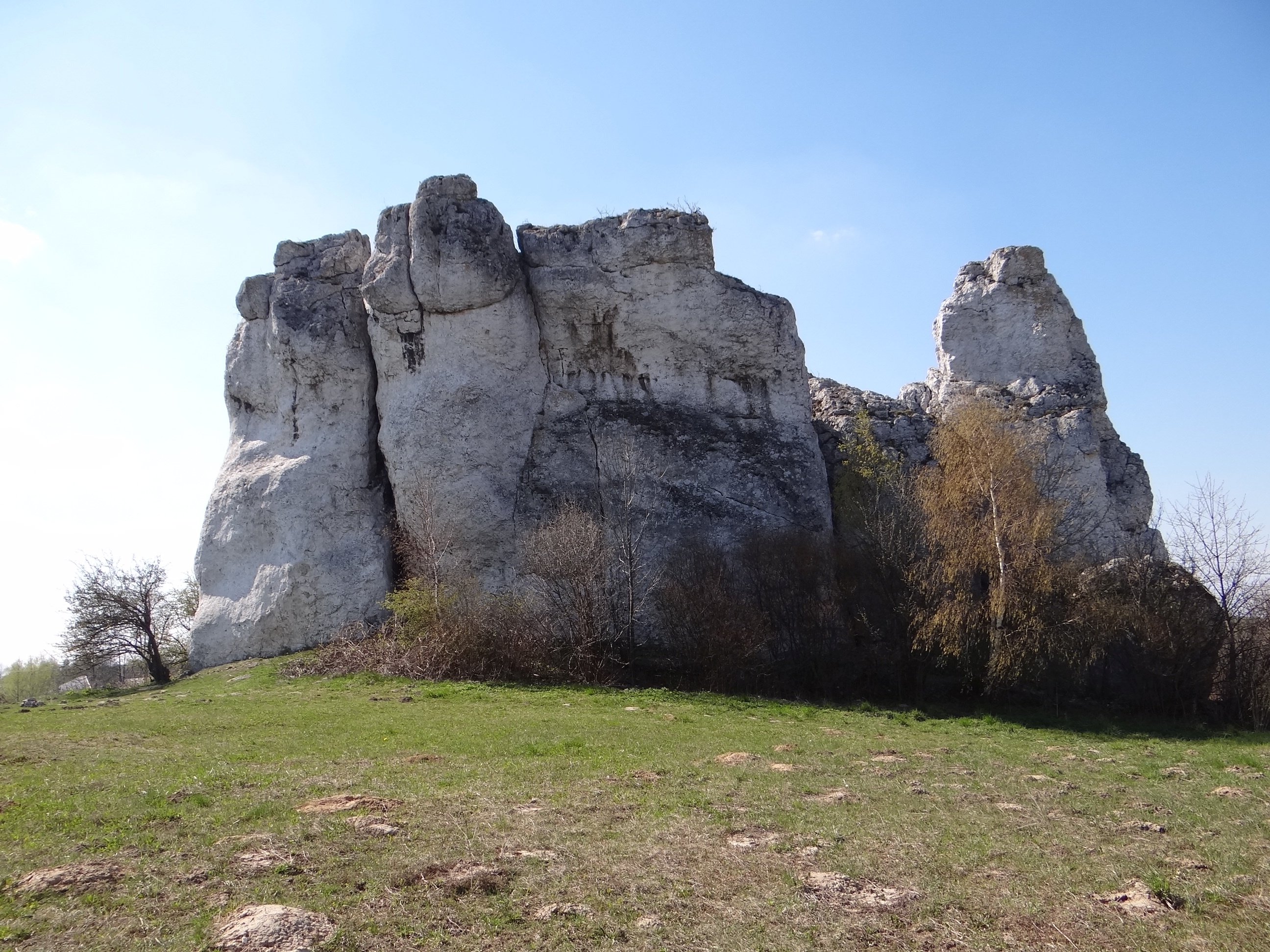
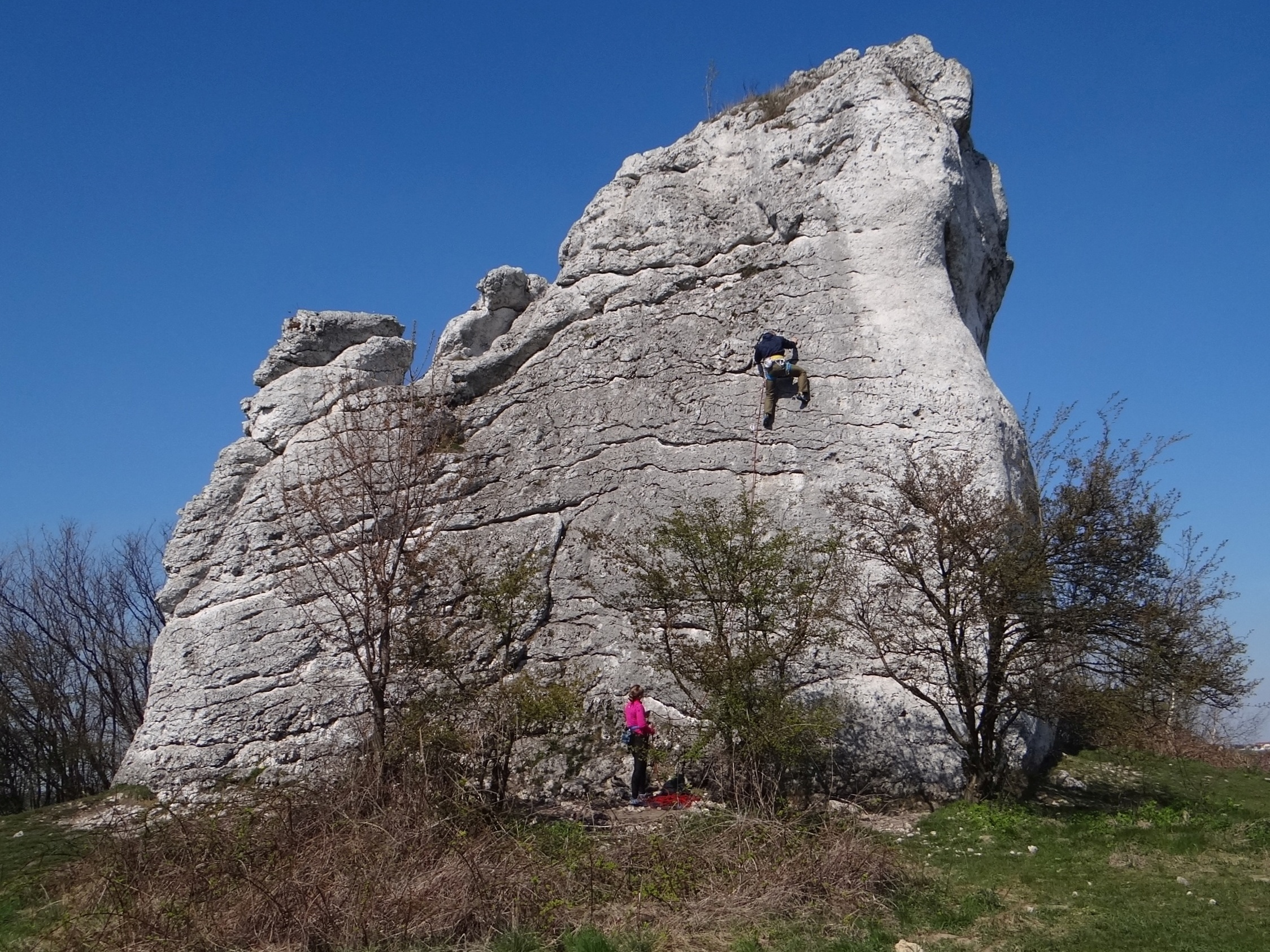
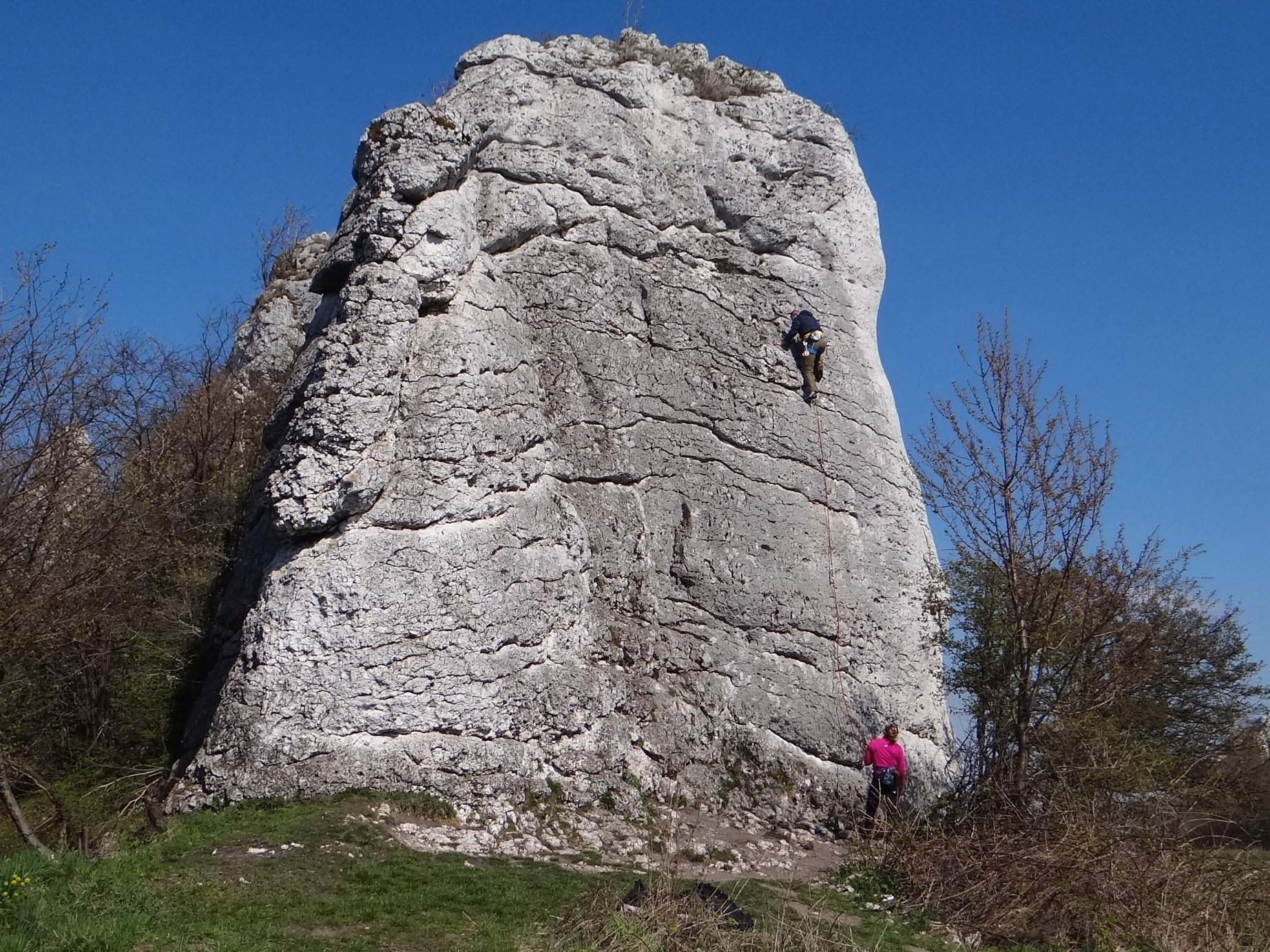
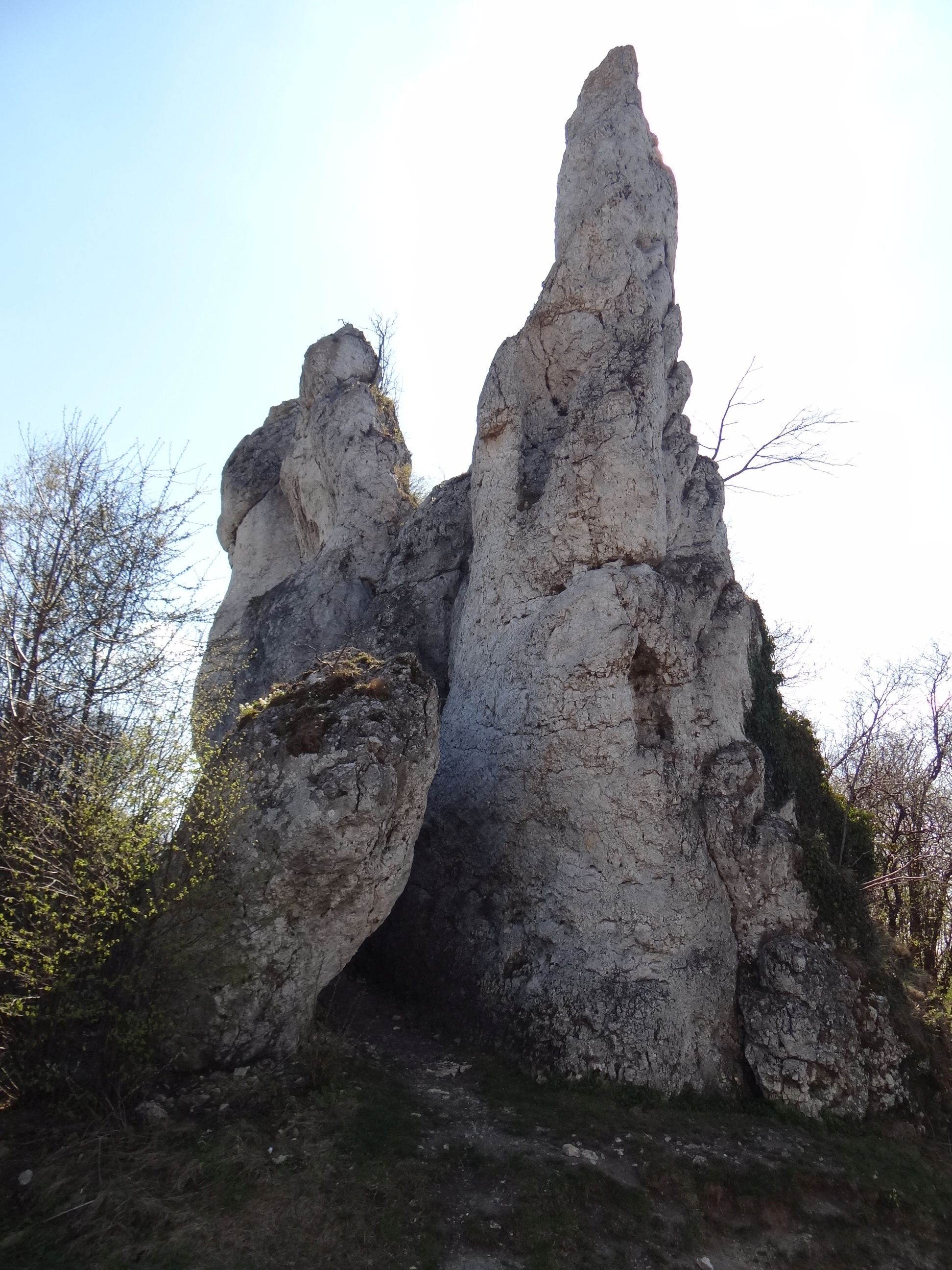
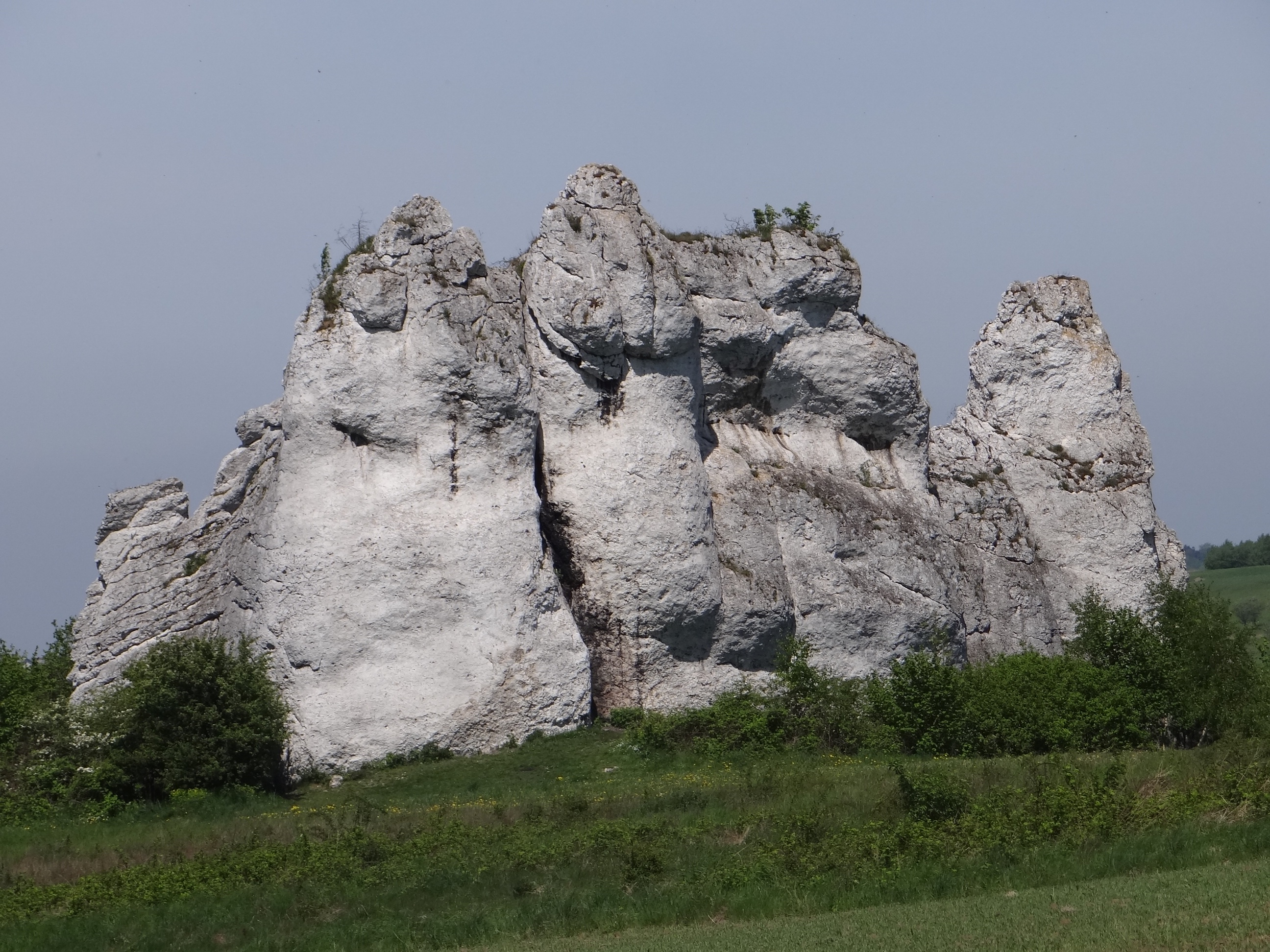

## Drogi wspinaczkowe
Łącznie na Ostatniej jest 40 dróg wspinaczkowych (łącznie z wariantami). Mają zróżnicowany stopień trudności od II do VI.5+ w skali trudności Kurtyki. Najtrudniejsze są przeważnie ich dolne i najwyższe fragmenty. Mają ekspozycję północno-wschodnią, wschodnią, południowo-wschodnią i południową. Niemal wszystkie drogi mają zamontowane stałe punkty asekuracyjne: ringi (r), pętle (p) i stanowiska zjazdowe (stz) lub dwa ringi zjazdowe (drz).

Ostatnia I
1. Kancik lewej turniczki; 3r + stz, III+, 12 m
2. Środek lewej turniczki; 2r + stz, III, 10 m
3. Zejściowa; 3r + stz, II, 14 m
4. Królewna Ścieżka; 6r + stz, IV, 12 m
5. Domowe przedszkole; 5r + stz, V, 12 m
6. Spitostrada; 5r + stz, VI+, 12 m
7. Filarek Ostatniej; 5r + stz, VI.1+, 14 m

Ostatnia II
1. Ostatnia czysta; 5r + stz, VI, 14 m
2. Dzięki Jacku!; 5r + stz, V+, 14 m
3. Depresja Ostatniej; stz, IV, 14 m

Ostatnia III
1. Studnia dusz; 7r + stz, VI.2/2+, 14 m
2. Raj utracony; 6r + stz, VI.3+, 14 m
3. Lewiatan w raju; 6r + stz, VI.3, 14 m
4. Lewiatan; 3r + rz, VI.3, 8 m
5. Reakcja łańcuchowa; 6r + drz, VI.5, 14 m
6. Dunajova cesta; 5r + stz, VI.3, 12 m
7. Licence to Drill; 5r + stz, VI.3, 12 m
8. Komin Ostatniej; stz, VI, 14 m
9. Plemię Dawidowe; 7r + stz, VI.3+, 14 m
10. Droga Dawida; 6r + stz, VI.3+, 14 m
11. Prosta zlewa; 6r + stz, VI.4+, 12 m
12. ProjeKct 30; 6r + stz, VI.4/4+, 12 m
13. Prosta sprawa; 7r + stz, VI.4/4+, 14 m
14. Bój z waranem; 6r stz, VI.2+, 16 m
15. Inwazja niemocy; 6r + drz, VI.3+, 16 m
16. Inwazja waranów; 6r, VI.1+, 16 m
17. Mars napada; 7r + stz, VI.3+/4, 16 m
18. Komandor Tarkin; 7r + stz, VI.5/5+, 16 m
19. Gwiazda śmierci; 5r, VI.1+, 12 m
20. Lewy komin; 1r + stz, III, 16 m
21. Free Tibet; 4r + stz, IV, 10 m
22. Markowa droga; 4r + stz, VI+, 10 m
23. Prawy żleb; stz, IV, 18 m
24. Gwiazda śmieci; 5r, VI+, 16 m
25. Grabiarz; 5r + stz, VI.1+, 16 m
26. Niedopałki gwiazd; 6r + stz, VI.4/4+, 16 m
27. Aurora Borealis; 6r + stz, VI.2, 16 m

Ostatnia IV
1. Ostatni kant; 5r + stz, V, 14 m
2. Myrzębiaki; 4r + stz, IV+, 14 m
3. Jarzębiak; 2r + 1p + stz, IV+, 14 m[5].